# InSight Crime

“O site pretende criar um recurso de informação e uma ferramenta de rede concebidas para estudantes, académicos, analistas, investigadores, políticos, jornalistas, trabalhadores não governamentais, funcionários governamentais e empresas para obterem informações e contatos de que necessitam para enfrentarem os problemas que o crime organizado traz.”

— Jeremy McDermott e Steven Dudley, fundadores da organização.
InSight Crime é uma organização sem fins lucrativos de jornalismo investigativo do crime organizado na América Latina e Caribe (Caraíbas em português europeu).
A InSight Crime foi fundada por Jeremy McDermott e Steven Dudley em abril de 2010 sob o aval de Fundação Ideias para a Paz (FIP) em Bogotá, Colômbia e com o apoio financeiro da Open Society Foundation. Em agosto de 2010, o American University tornou-se sua patrocinadora. Segundo os fundadores, a organização foi criada para criar uma plataforma online que "conecta as peças, os jogadores e as organizações" envolvidas na criminalidade latino-americana.
A Insight Crime lançou seu site em dezembro de 2010 com notícias sobre o crime organizado, perfis de organizações de tráfico de drogas e personalidades criminais da Colômbia e do México. O site foi expandido para incluir informações sobre Brasil, El Salvador, Guatemala, Nicarágua, Peru, Uruguai e Venezuela. A organização também realiza investigações em toda a América Latina para organizações privadas e governamentais.